# 163800 Richardnorton
163800 Richardnorton è un asteroide della fascia principale. Scoperto nel 2003, presenta un'orbita caratterizzata da un semiasse maggiore pari a 2,5902056 UA e da un'eccentricità di 0,2049998, inclinata di 13,43304° rispetto all'eclittica.